# 坂口理子 (HKT48)
坂口理子（日语：／ Sakaguchi Riko */?，1994年7月26日—）是日本女藝人，為女子偶像團體HKT48 Team H前成員，福岡县福岡市出身，所屬經紀公司為Sun Music。2012年以HKT48二期生身分出道。2022年12月4日自HKT48畢業。

## 經歷
2012年6月23日，於HKT48二期生徵選中合格。9月23日，在HKT48劇場首次公開亮相，演唱《想見你》一曲。9月30日，出演HKT48研究生「Party開始了」公演，於劇場公演出道。
2014年1月11日，於大分縣iichiko剧场“HKT48九州7县巡演～和可爱的孩子们一起旅行～”的第一天夜公演中，宣布升格到Team H。4月23日，於Team H 2nd Stage「青春女孩」首日公演登場。6月7日，在AKB48第37張單曲選拔總選舉中獲得12,937票，排名第60位，首次進入圈內並成為Future Girls的一員。
2015年1月12日，參加AKB集團在神田明神舉行的成人式。6月6日，在AKB48第41張單曲選拔總選舉中獲得20,936票，排名第37位，成為Next Girls的一員。11月25日發行的HKT48第6張單曲《吵死了！》中首次進入選拔。
2016年6月18日，在AKB48第45張單曲選拔總選舉中獲得16,839票，排名第59位，成為Future Girls的一員。
2017年6月17日，在AKB48第49張單曲選拔總選舉中獲得21,643票，排名第49位，和去年一樣為Future Girls的一員，並擔任AKB48第46張單曲《＃就是喜歡你》的收錄曲《至少我們的戀情》的Center。
2018年10月9日，在AKB48第53張單曲世界選拔總選舉中獲得11,650票，排名第114位。
2020年7月4日，成為SKY Perfec TV！Sports Live+的福岡軟銀鷹應援節目《鷹的朋友》（鷹のミカタ）的主持人。9月4日，首次於福岡PayPay巨蛋舉行的日本職棒比賽（福岡軟銀鷹對千葉羅德海洋）擔任開球儀式嘉賓。
2021年5月12日發行的HKT48第14張單曲《想和你一起去某個地方》，時隔五年再次進入單曲選拔名單。10月28日，在R24「博多Refresh」公演最後，宣布於11月1日移籍到「Sun Music製作」。
2022年9月23日，於Team H「RESET」公演中宣布畢業。12月5日，在HKT48劇場舉行畢業公演，正式從HKT48畢業。
2023年1月25日，發行第一本個人寫真集《Brand new days》。
2023年1月21日，開設官方粉絲俱樂部。
2024年7月26日，宣布結婚，對象是圈外男性。
2025年3月3日，宣布懷孕。7月，長子出生。

## 人物

### 性格特徵
- 興趣是看棒球比賽、吃拉麵、人類觀察、跟愛犬玩耍[1]。
- 是福岡軟銀鷹的忠實球迷[35]。
- 專長是跳舞[36]、模仿[1]。
- 喜歡跳舞，小學二年級就開始學跳舞[36]。
- 喜歡的食物是焗烤奶油白菜、明太子、拉麵、文字燒[37]、炙烤生雞肉[38]。
- 喜歡的飲料是哈密瓜蘇打、梅子昆布茶[37]。
- 喜歡的水果是哈密瓜、草莓、蘋果[37]。
- 喜歡的顏色是粉紅色、白色[37]、淡紫色、橘色[39]。
- 喜歡的動物是狗[37]。
- 喜歡的句子是「堅持是動力的來源」（日语：継続は力なり。）[37]。
- 喜歡的季節是夏天[37]。
- 讀書時喜歡的科目是英文、體育[37]。

### HKT48相關
- HKT48二期生最年長[36]。從指原莉乃畢業後（2019年4月）到畢業前，為整個HKT48最年長的成員[40]。
- 舊自介詞為「今天大家都是りこぴ的俘虜！福岡縣出身XX歲、想成為性感擔當！我是暱稱りこぴ的坂口理子！」（日语：今日でみんな、りこぴのトリコー！福岡県出身XX歳、セクシー担当になりたい！りこぴこと坂口理子です！）
- 目前使用的自介詞為「はい！福岡縣出身XX歲！正在散發成人的魅力～我是暱稱りこぴ的坂口理子！」（日语：はい！福岡県出身XXちゃい（歳）！大人の色気を放出中～りこぴこと、坂口理子です！）

### 人際關係
- 家庭成員有媽媽、爸爸、姊姊、哥哥[37]。
- 與渕上舞關係非常好，以「夫婦」相稱[41]。
- 與二期生綜藝班成員組成非官方unit「芋虫chu!」（いもむchu!），成員還有冨吉明日香、駒田京伽、後藤泉、谷真理佳。
- 為非官方unit「植木children」（植木チルドレン）之一員，成員還有坂本愛玲菜、今村麻莉愛、渕上舞、指原莉乃、堺萌香。
- 最喜歡的前輩是松岡菜摘[42]。

## 音樂作品
- 標註有「★」符號者，表示該首歌曲有拍攝MV。

### 單曲
HKT48
|      | 發行日期       | 單曲名稱               | 參與歌曲             | 名義                      | 收錄於 | MV | 備註               |
| ---- | -------------- | ---------------------- | -------------------- | ------------------------- | ------ | -- | ------------------ |
| 1st  | 2013年3月20日  | 喜歡！喜歡！小跳步！   | 現在是第一           | 旨口姬                    | Type-B | ★  | 出道作品           |
| 2nd  | 2013年9月4日   | 哈密瓜汁               | 泥之節拍器           | 旨口姬                    | Type-B | ★  |                    |
| 3rd  | 2014年3月12日  | 櫻花，大家一起來品嚐   | 已讀無視             | Team H                    | Type-A | ★  |                    |
| 4th  | 2014年9月24日  | 有所保留的我愛你！     | 現在 正想著你        |                           | 全版本 |    |                    |
| 4th  | 2014年9月24日  | 有所保留的我愛你！     | 偶像的王者           | Team H                    | Type-A | ★  |                    |
| 4th  | 2014年9月24日  | 有所保留的我愛你！     | 我是藍莓派           | 藍莓派                    | 劇場盤 |    |                    |
| 5th  | 2015年4月22日  | 12秒                   | 搖滾吧、人生就是…    |                           | 全版本 | ★  |                    |
| 5th  | 2015年4月22日  | 12秒                   | 變色龍女高中生       | Team H                    | Type-B | ★  |                    |
| 5th  | 2015年4月22日  | 12秒                   | 擁抱雙馬尾           | 藍莓派                    | 劇場盤 |    |                    |
| 6th  | 2015年11月25日 | 吵死了！               | 吵死了！             |                           | 全版本 | ★  | A面曲 首次進入選拔 |
| 6th  | 2015年11月25日 | 吵死了！               | 黃昏的二人車         |                           | 全版本 |    |                    |
| 6th  | 2015年11月25日 | 吵死了！               | Buddy                | Team H                    | Type-A | ★  |                    |
| 7th  | 2016年4月13日  | 给74亿分之1的你        | 給74億分之1的你      | 選拔組                    | 全版本 | ★  | A面曲              |
| 7th  | 2016年4月13日  | 给74亿分之1的你        | Chain of love        |                           | 全版本 |    |                    |
| 8th  | 2016年9月7日   | 最棒了唷               | 把夜空的月亮吞下     | Team H                    | Type-B | ★  |                    |
| 9th  | 2017年2月15日  | BUG也無妨              | 我的白日夢           | 白金女孩                  | Type-B | ★  |                    |
| 9th  | 2017年2月15日  | BUG也無妨              | HKT48家族            |                           | 劇場盤 |    |                    |
| 10th | 2017年8月2日   | 接吻真的只能慢慢來嗎？ | 旁邊的他看起來很酷   | 白金女孩                  | Type-A | ★  |                    |
| 11th | 2018年5月2日   | 快進的日曆             | 想見你而變得厭惡     | 果然是御手洗糰子          | Type-B | ★  | Center             |
| 12th | 2019年4月10日  | 意志                   | 從誰開始握手         |                           | 全版本 |    |                    |
| 12th | 2019年4月10日  | 意志                   | 無論何時都在身旁     |                           | Type-A | ★  |                    |
| 12th | 2019年4月10日  | 意志                   | 大人列車會開到何處？ | 8％                       | Type-B | ★  |                    |
| 13th | 2020年4月22日  | 3-2                    | 會說話的Jukebox      | HKT48榮光的迷宮CM選拔2020 | 全版本 | ★  |                    |
| 13th | 2020年4月22日  | 3-2                    | How about you？      | Lit Charm                 | Type-B | ★  |                    |
| 13th | 2020年4月22日  | 3-2                    | 青春的出口           |                           | 劇場盤 |    |                    |
| 14th | 2021年5月12日  | 想和你一起去某個地方   | 想和你一起去某個地方 | 燕選拔                    | 全版本 | ★  | A面曲              |
| 15th | 2022年6月22日  | 沙灘涼鞋為何不見了?    | 向日葵的水彩畫       |                           | Type-A |    |                    |

AKB48
|      | 發行日期      | 單曲名稱           | 參與歌曲           | 名義                    | 收錄於 | MV | 備註   |
| ---- | ------------- | ------------------ | ------------------ | ----------------------- | ------ | -- | ------ |
| 37th | 2014年8月27日 | 心意告示牌         | 個性差的女生       | Future Girls            | Type-B | ★  |        |
| 39th | 2015年3月4日  | Green Flash        | 大人列車           | HKT48                   | Type-H | ★  |        |
| 41st | 2015年8月26日 | Halloween Night    | 水中傳導率         | Next Girls              | Type-C | ★  |        |
| 43rd | 2016年3月9日  | 你就是旋律         | Make noise         | HKT48                   | Type-C | ★  |        |
| 45th | 2016年8月31日 | LOVE TRIP/分享幸福 | 從看得見岸上的海邊 | Future Girls            | Type-C | ★  |        |
| 48th | 2017年5月31日 | 空有願望           | 當時的五百圓硬幣   |                         | Type-C | ★  |        |
| 49th | 2017年8月30日 | #就是喜歡你        | 至少我們的戀情     | Future Girls            | Type-B | ★  | Center |
| 52nd | 2018年5月30日 | Teacher Teacher    | 你是我的風         | AKB48家族Center試驗選拔 | 全版本 | ★  |        |

### 專輯
HKT48
|     | 發行日期       | 單曲名稱    | 參與歌曲          | 名義  | 收錄於 | MV | 備註 |
| --- | -------------- | ----------- | ----------------- | ----- | ------ | -- | ---- |
| 1st | 2017年12月27日 | 092         | 我們的Stand By Me | 2期生 | Type-B |    |      |
| 2nd | 2021年12月1日  | Outstanding | HAKATA吸血鬼      |       | Type-D |    |      |

### 劇場公演分組曲
| 公演名稱                         | 參與歌曲名稱    | 備註             |
| -------------------------------- | --------------- | ---------------- |
| 研究生時期                       |                 |                  |
| 研究生公演「PARTY开始了」        | 接吻不行唷      |                  |
| HKT48 研究生公演「脑内天堂」     | 你是天馬        |                  |
| Team H「博多傳奇」公演           | 制服的班比      | 代演             |
| 向日葵組「睡衣兜風」             | 睡衣兜風        |                  |
| 向日葵組「睡衣兜風」             | 純情主義        |                  |
| 向日葵組「睡衣兜風」             | 無望之淚        |                  |
| 向日葵組「睡衣兜風」             | 鏡中的聖女貞德  |                  |
| Team H時期                       |                 |                  |
| Team H 2nd Stage「青春女孩」     | Blue rose       |                  |
| Team H 2nd Stage「青春女孩」     | 雨中動物園      |                  |
| Team H 3rd Stage「最終鐘聲鳴響」 | 再戰            |                  |
| Team H 3rd Stage「最終鐘聲鳴響」 | 初戀小偷        |                  |
| Team H 3rd Stage「最終鐘聲鳴響」 | 對不起 我的寶石 |                  |
| Team H 3rd Stage「最終鐘聲鳴響」 | 雄蕊雌蕊夜之蝶  |                  |
| 向日葵組「正在戀愛中」           | 7點12分的初戀   |                  |
| 向日葵組「正在戀愛中」           | 直到春天來臨    |                  |
| 向日葵組「正在戀愛中」           | 純愛的漸強音符  |                  |
| 向日葵組「正在戀愛中」           | Faint           |                  |
| Team H 4th Stage「劇場的女神」   | 你好 我的初戀   |                  |
| Team H 4th Stage「劇場的女神」   | 暴風雨之夜      |                  |
| Team H 4th Stage「劇場的女神」   | 來一塊糖果      |                  |
| Team H 4th Stage「劇場的女神」   | 男更衣室        |                  |
| Team H 4th Stage「劇場的女神」   | 夜風的惡作劇    |                  |
| 向日葵組「誘惑的吊襪帶」         | 悍馬女士        |                  |
| Team H 5th Stage「RESET」        | 制服的抵抗      |                  |
| Team H 5th Stage「RESET」        | 奇跡也趕不及    |                  |
| Team H 5th Stage「RESET」        | 逆轉的王子殿下  |                  |
| Team H 5th Stage「RESET」        | 為了明天而接吻  |                  |
| Team H 5th Stage「RESET」        | 心端的沙發      |                  |
| R24「博多Refresh」               | 拉鍊            |                  |
| R24「博多Refresh」               | 野蠻的求愛      |                  |
| R24「博多Refresh」               | Choose me !     |                  |
| R24「博多Refresh」               | 心之獨佔權      | 2019年12月18日起 |

## 演出

### 電視節目
- 鷹的朋友（2020年7月－2024年1月，SKY Perfec TV！Sports Live+）- 常規主持[20]
- バリはやッ!ZIP!（2023年4月－，福岡放送）- 常规副主持（星期四·五）[43]

### 電視劇
- 高穗日和。〜鹰与饭和偶尔的恋爱（2025年3月22日－，FBS福岡放送）：飾演 高村みなみ（主演）[44]

### 電影
- 邂逅的法则（2021年11月12日，北九州国際電影祭上映）：飾演 南條美緒[45][46]
- 在你入睡之前（2024年7月15日上映／11月3日，北九州国際電影祭上映）：飾演向田麻美[47]

### 舞台劇
- 舞台劇「AKB49〜戀愛禁止條例〜」（2014年9月11日－16日，東京AiiA劇場）：飾演 間山小百合[48]
- HKT48指原莉乃座長公演 第1部「博多少女歌舞伎『博多の阿国の狸御殿』」（2015年4月8日－23日，明治座 / 8月15日－31日，博多座）：飾演 おネギ[49][50]
- 中日剧场最终公演系列 石川小百合新春特别公演 第1部《夫婦善哉》（2018年1月4日－24日，中日劇場／4月11日－28日，博多座） ：飾演 柳吉的独生女・蜜子[51]
- 博多座開場20周年紀念公演「無仁義之戰〜她們（女人們）的殊死戰鬥篇～」（2019年11月9日－14日，博多座）：飾演 山守利香（木村俊惠）[52]
- 『HKT48，剧团开始了。』团队密「水色阿尔塔伊尔」（2021年2月20日－28日，配信上演：在線劇場「ZA」）[53][54]
- HKT48 荣耀迷宫 presents 大人的咖啡× HKT48 小品剧《世界第一明亮的越狱建议》（2022年3月17日－20日，Skala Espacio）- 主演[55]

### 電台
- 坂口理子的在做什么（2024年10月25日－，八王子FM）[56]

## 書籍

### 寫真集
- Brand new days（2023年1月25日，TRANSWORLD JAPAN）

## 外部連結
- （日語）Sun Music個人介紹頁 （页面存档备份，存于）
- （日語）官方粉絲俱樂部
- （日語）HKT48個人介紹頁
- （日語）坂口理子的X（前Twitter）
- （日語）坂口理子的Instagram帳戶
- （日語）坂口理子 官方755（页面存档备份，存于）
- （日語）坂口理子的Google+
- （日語）坂口理子的TikTok
- （日語）坂口 理子（HKT48 Team H）的SHOWROOM專頁（页面存档备份，存于）
- （日語）YouTube上的りこちゃんねるです。頻道